# Busswil TG

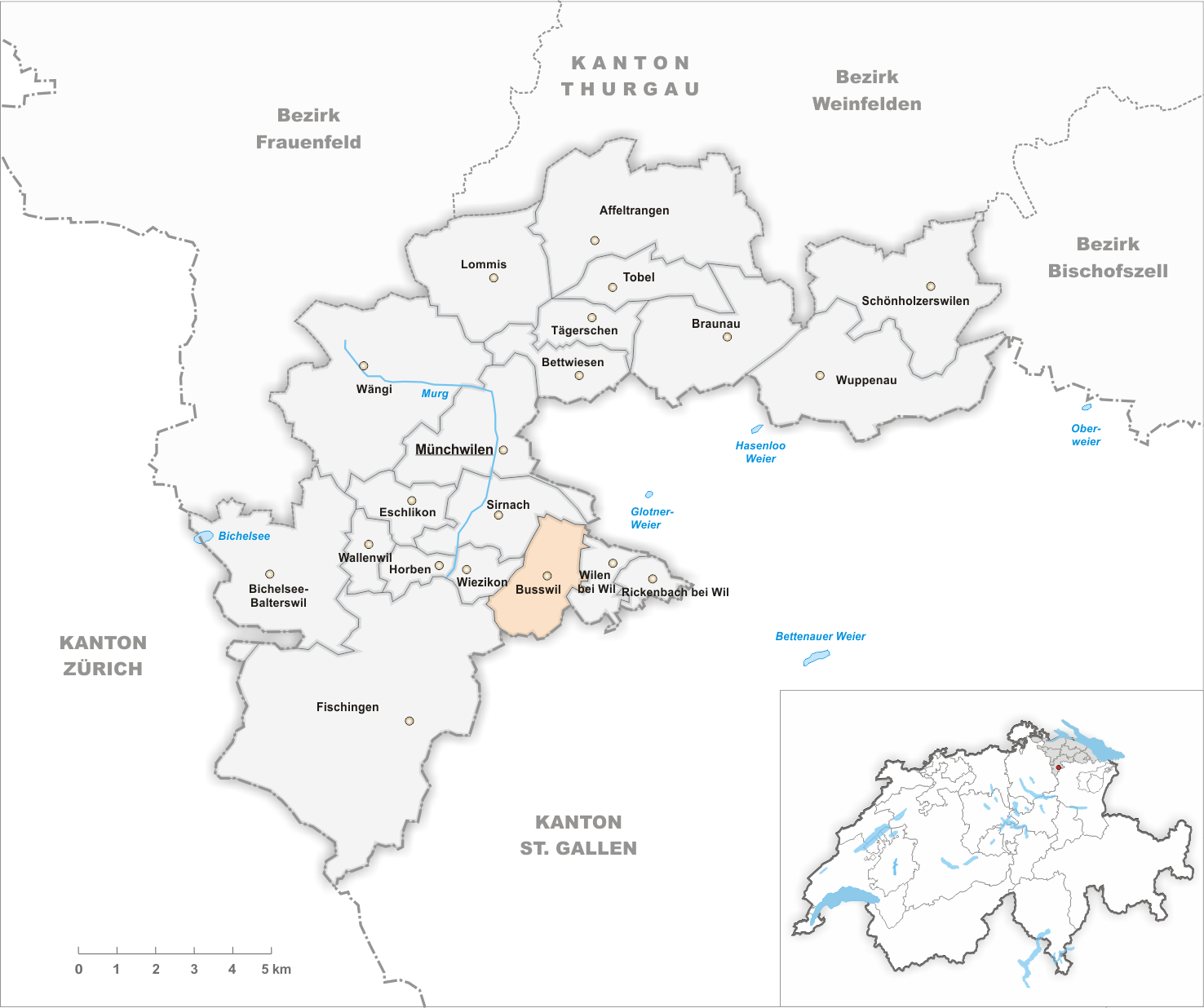
Gemeindestand vor der Fusion im Jahr 1997

Busswil ist eine Ortschaft in der Gemeinde Sirnach des Bezirks Münchwilen im Schweizer Kanton Thurgau.

## Geschichte
Die südwestlich von Wil in einem Trockental gelegene Ortschaft ist durch einen Hügelzug von Sirnach getrennt. Ersterwähnung 792 als Pucinesvillare, 834 Buosinwilare. Busswil war 1506–1798 Teil des Gerichts Rickenbach und unterstand somit der Vogtei Schwarzenbach bzw. dem Wileramt des Klosters St. Gallen. Kirchlich gehörte die bis um 1900 mehrheitlich katholische Gemeinde stets zu Sirnach. Die Ortsgemeinde entstand 1812 durch Vereinigung von Busswil mit Littenheid, Hueb sowie Weid und gehörte bis 1996 zur damaligen Munizipalgemeinde Sirnach. Wichtigster Erwerbszweig war bis zum Zweiten Weltkrieg die Landwirtschaft; Hausweberei und -stickerei boten Nebenerwerb. Bei Littenheid wurde Kalkmergel abgebaut, im Riet Ägelsee bis 1948 Torf gestochen. Grösster Arbeitgeber ist die aus einem 1883 gegründeten Altersheim hervorgegangene Klinik für Psychiatrie und Psychotherapie Littenheid. 1990 waren 79 % der in Busswil Erwerbstätigen im 3. Sektor beschäftigt. Das Klinikdorf sowie zahlreiche Neubauten zwischen Hueb und Busswil veränderten das Erscheinungsbild der Gemeinde nach 1960 nachhaltig.
Am 1. Januar 1997 wurde die vormalige Ortsgemeinde zusammen mit den benachbarten Ortsgemeinden und der Munizipalgemeinde Sirnach zur politischen Gemeinde Sirnach fusioniert.

## Bevölkerung
| Bevölkerungsentwicklung von Busswil | Bevölkerungsentwicklung von Busswil | Bevölkerungsentwicklung von Busswil | Bevölkerungsentwicklung von Busswil | Bevölkerungsentwicklung von Busswil | Bevölkerungsentwicklung von Busswil | Bevölkerungsentwicklung von Busswil | Bevölkerungsentwicklung von Busswil | Bevölkerungsentwicklung von Busswil | Bevölkerungsentwicklung von Busswil | Bevölkerungsentwicklung von Busswil |
| ----------------------------------- | ----------------------------------- | ----------------------------------- | ----------------------------------- | ----------------------------------- | ----------------------------------- | ----------------------------------- | ----------------------------------- | ----------------------------------- | ----------------------------------- | ----------------------------------- |
| Jahr                                | 1850                                | 1900                                | 1941                                | 1950                                | 1980                                | 1990                                | 2000                                | 2010                                | 2018                                | 2023                                |
| Ortsgemeinde                        | 340                                 | 456                                 | 1101                                | 979                                 | 826                                 | 969                                 |                                     |                                     |                                     |                                     |
| Ortschaft                           |                                     |                                     |                                     |                                     |                                     |                                     | 459                                 | 648                                 | 787                                 | 870                                 |
| Quelle                              |                                     |                                     |                                     |                                     |                                     |                                     | [ 4 ]                               | [ 5 ]                               | [ 2 ]                               | [ 6 ]                               |

Von den insgesamt 870 Einwohnern der Ortschaft Busswil am 31. Dezember 2023 waren 89 bzw. 10,2 % ausländische Staatsbürger. 374 (43,0 %) waren römisch-katholisch und 178 (20,5 %) evangelisch-reformiert.